# Колатерална штета (филм)
Колатерална штета (енгл. Collateral Damage) је амерички акциони филм режисера Ендруа Дејвиса у коме главне улоге играју: Арнолд Шварценегер, Франческа Нири, Елајас Котијас и Клиф Кертис. 
Гордон губи супругу и дете у терористичком нападу који је извео Клаудио Перини. Фрустриран начином на који се води владина истрага, одлучује да тражи освету.

## Радња
Горди Бруер (Арнолд Шварценегер) из 28. ватрогасне бригаде спреман је да се бори за живот сваке жртве пожара. Пошто је био сведок експлозије у Генералном конзулату Колумбије, где су га чекали супруга и син, јунак убрзо сазнаје за побуњенике ове земље, у којој је у току грађански рат, и неспремност америчке владе да се бори. за правду. Дакле, и сам је био приморан да тражи освету ...
Након што је илегално прешао границу, херој убрзо губи ранац са документима. Тако, као међу траженим, завршава у затвору. Међу побуњеницима који су напали полицијску станицу, Горди препознаје кривца за експлозију у конзулату у Америци, која му је одузела жену и сина. Након што је набавио електричну тестеру за тестерисање брава, Бруер бежи.
Прерушен у механичара, ватрогасац се инфилтрира на територију герилаца и прави бомбу. Након што је направио први пораз и стигао у логор са правим људима, он поново „конструише“ експлозивну направу ... Међутим, упознавши недавне познанике, јунак покушава да их упозори - Селину Перини и њеног сина Маура - на опасност. Као резултат тога, Горди уплаши криминалца и бива ухваћен.
Бруер сазнаје да је Селина жена терориста. Жену, која се инфилтрирала у хероја, и њеног усвојеног сина, чији су родитељи умрли, америчке власти су евакуисале заједно са Гордијем, које су искористиле боравак свог држављанина у страној земљи за штрајк.
Већ у владиној кући, ватрогасац схвата да је Перини, који тражи склониште у Америци, саучесник у још једном терористичком нападу. У подруму зграде, где је жена чекала свог љубавника, јунак пробија гасне цеви. Блокирајући излазе, приморава криминалце, који су се мотоциклом спустили низ ходник на други крај, да се врате у борбу са њима. Селина, која је буквално долетела до контролне табле, погођена је струјом, док њен супруг, који намерава да направи још једну експлозију, гине од ударца секиром за спасавање. Бруер усваја Маура.

## Улоге
| Глумац             | Улога          |
| ------------------ | -------------- |
| Арнолд Шварценегер | Гордон Бруер   |
| Франческа Нири     | Селена Перини  |
| Елајас Котијас     | Питер Брант    |
| Клиф Кертис        | Клаудио Перини |
| Џон Легвизамо      | Феликс Рамирез |
| Џон Туртуро        | Шон Армстронг  |
| Хсу Гарсија        | Роман          |
| Тајлер Пози        | Мауро          |